# Биретта

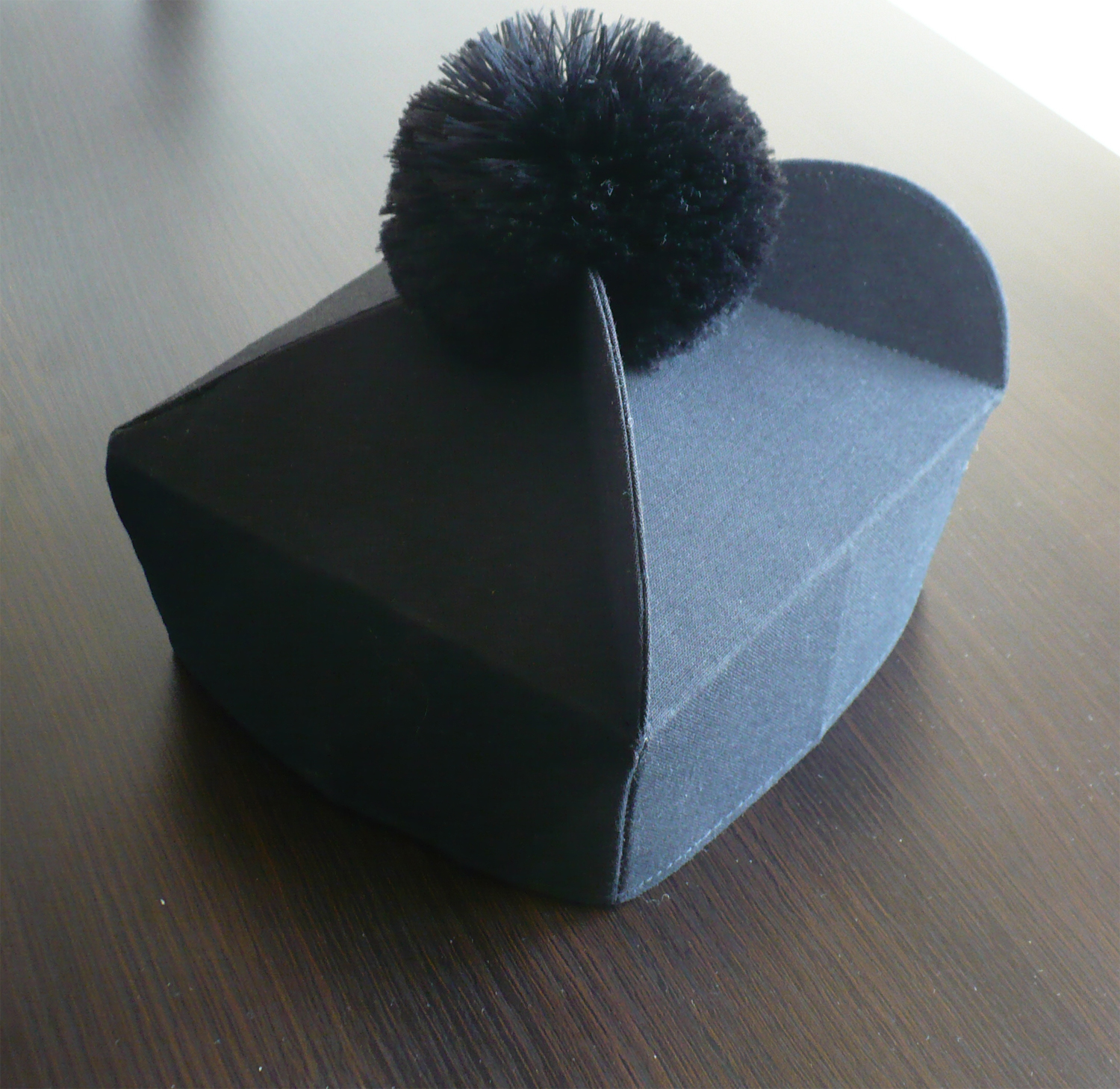
Традиционная католическая литургическая биретта с тремя гребнями

Бире́тта (итал. berretta от лат. birretum) — традиционный головной убор священников латинского обряда, представляющий собой четырёхугольную шапку с тремя или четырьмя гребнями наверху, увенчанными помпоном посередине.

## Происхождение названия
Считается, что слово «биретта» — итальянского происхождения (итал. beretta), и, в свою очередь, было заимствовано из латинского языка (лат. birrus, «грубая накидка с капюшоном»). Возможно, этимология названия восходит к греческому слову πυρρός («огненно-красный»), а латинское слово «birretum» могло означать «капюшон».

## Литургическая биретта
Большинство католических биретт чёрного цвета. Монсеньоры имеют право носить биретты полностью малинового цвета или чёрную с малиновыми помпонами. Епископы носят малиновые биретты с помпонами, а кардиналы — красные без помпонов. Особенности формы и отдельные детали биретты варьируются в зависимости от регионов и времени года. Священники носили биретту как вне богослужений, так и во время определённых моментов литургии.
В настоящее время биретту надевает на головы кардиналам папа римский во время возведения в сан. Ранее для этого использовалась галеро.
Чёрную биретту с четырьмя гребнями позволяется носить только духовенству со степенью докторов священного богословия (понтификальных докторов) не епископского звания на академических заседаниях.
Наряду с католическими священниками, биретту могут носить представители высшего духовенства Англиканской церкви. Кроме того, биретту округлой формы и без гребней, получаемую от папы римского, носят представители высшего духовенства Халдейской католической церкви.

## Академическая биретта
В Западной Европе со Средних веков и до настоящего времени биретта используется в качестве церемониального головного убора в академических кругах некоторых университетов. В этом случае она обычно бывает чёрного цвета с помпоном.

## Источники

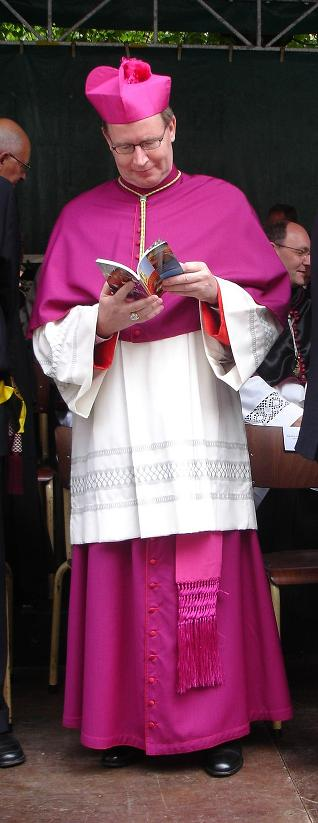
Утрехтский архиепископ Виллем Якобус Эйк в малиновой биретте
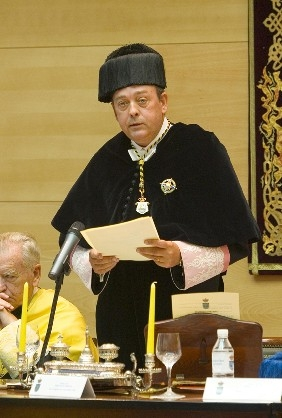
Ректор испанского университета в полном академическом облачении с биреттой